# Edificio Grassy
El edificio Grassy se encuentra en el número 1 de la calle Gran Vía de Madrid (España). Fue uno de los primeros construidos al finalizarse el primer tramo de dicha avenida.
Está ubicado en las cercanías de la calle Alcalá, justo al lado del Edificio Metrópolis, dividiendo el paso entre la calle del Caballero de Gracia y la Gran Vía. Se compone de dos casas independientes situadas en una planta triangular, ambas unidas por un vestíbulo ubicado en la planta baja. La denominación del edificio se debe al establecimiento que en 1952 hiciera el relojero Alejandro Grassy en su planta baja.

## Historia
El primer tramo de la calle Gran Vía (denominado en sus inicios Avenida del Conde Peñalver) se inició con este edificio. Durante el periodo de construcción de este tramo estalló la Primera Guerra Mundial, que trajo algunas consecuencias como la escasez de hierro, necesario para la realización de construcciones.

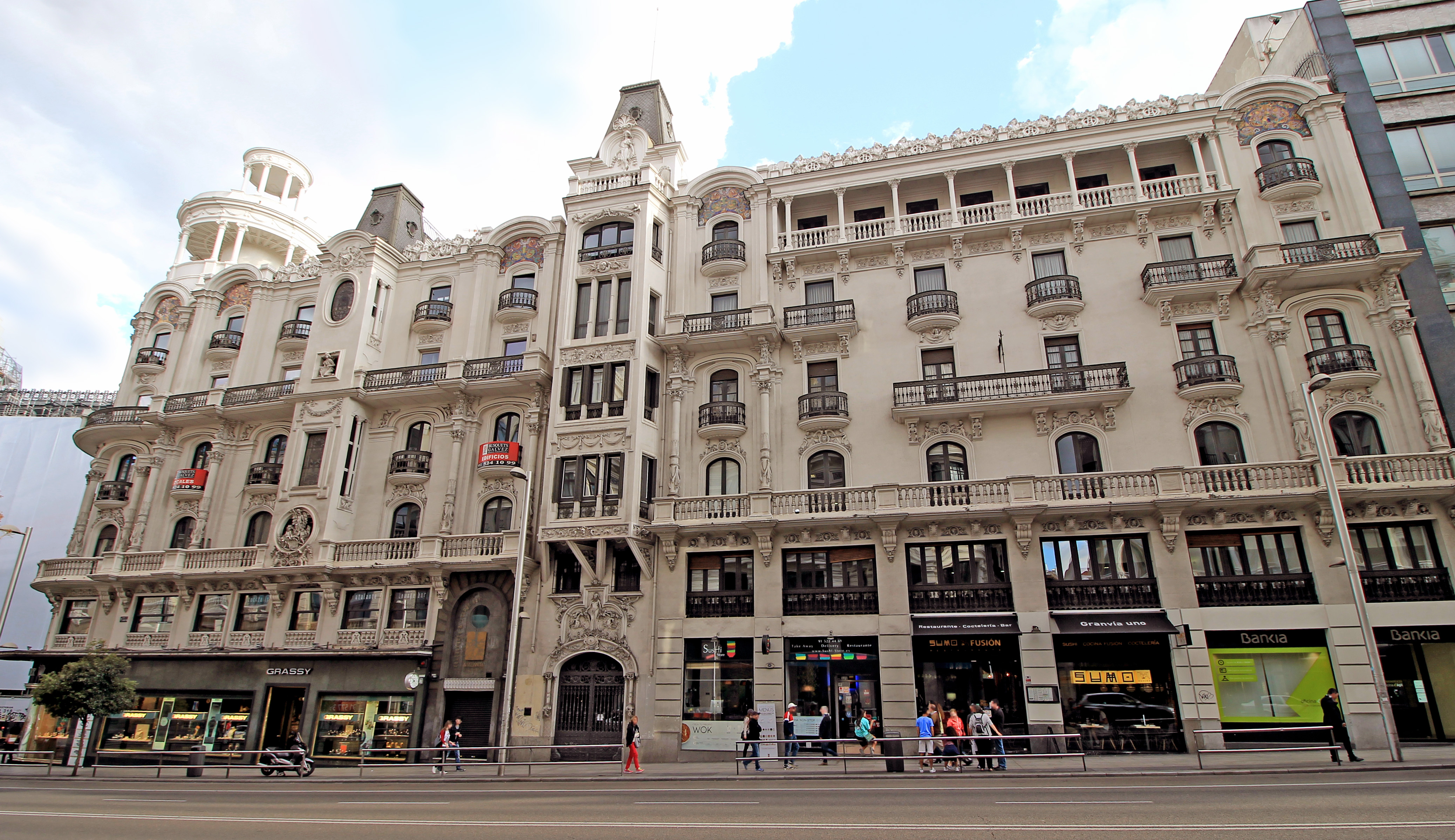
Fachada norte (Calle Gran Vía).

El edificio Grassy fue diseñado por el arquitecto español Eladio Laredo en 1916 como viviendas para D. Luis Ocharán Mazas. Es una muestra de eclecticismo muy habitual en la arquitectura madrileña de la época. El artista Daniel Zuloaga participó en la obra realizando paneles cerámicos decorativos en la fachada.
En 1952 se establece el relojero suizo Alejandro Grassy en la planta baja y abre una tienda de relojería de alta gama, dando nombre popular al edificio debido al empleo de grandes anuncios en la fachada del edificio.
Durante décadas del siglo XX la fachada ha mostrado anuncios de relojes como Jaeger-LeCoultre, Audemars Piguet, Piaget y Baume et Mercier, todos ellos distinguibles al comienzo de la Gran Vía. En 1981 el Edificio Grassy fue inmortalizado por el pintor hiperrealista Antonio López en su cuadro titulado La Gran Vía.
A comienzos del siglo XXI se destaca un anuncio de la casa Rolex (una corona dorada). Desde esta misma época el inmueble alberga un museo dedicado a la relojería.